# René van Barneveld
René van Barneveld (* 1. Januar 1951 in Surabaya, Jawa Timur, Indonesien) alias Tres Manos ist ein niederländischer Sänger und Gitarrist.

## Leben
Van Barneveld studierte Geschichte in Utrecht. Als Kind hatte er spielerisch Gitarre gelernt, aber als Musiker war er ein Spätzünder.
Mitte der 1980er Jahre war er Mitglied der Band GaGa, welche den Großen Preis der Niederlande gewann, und zeitweiliges Mitglied der Fatal Flowers. Der große Durchbruch folgte kurz darauf unter seinem Pseudonym Tres Manos mit der Urban Dance Squad, mit der er Ende der achtziger bis Mitte der neunziger Jahre als Gitarrist internationale Erfolge feierte.
Neben der Gitarre spielt Van Barneveld auch Slide-Gitarre, Banjo und hat sich das Spielen einer Pedal-Steel-Gitarre selbst beigebracht. Nach der Auflösung von des Urban Dance Squads trat Van Barneveld 2001 als Pedal-Steel-Gitarrist der Utrechter Alternative-Country-Band The Yearlings bei.
Danach war er als Gitarrist u. a. für Anouk und Ilse de Lange tätig und wirkte auf CDs u. a. von Rowwen Hèze, Ernst Jansz, Jeroen van Merwijk und Beatrice van der Poel mit.
Er ist auch Dozent am National Pop Institute und am Konservatorium von Amsterdam.

## Diskografie

### Mit GaGa
- 1985: GaGa

### Mit Fatal Flowers
- 1988: Johnny D. Is Back!

### Mit Urban Dance Squad
- siehe Urban Dance Squad

### Mit The Yearlings
- 2001: The Yearlings
- 2004: Utrecht, auf dem Cover aufgeführt als 'Yearling at large'

### Mit Planteydt
- 2001: Jotter’s Wiffle

### Mit Anouk
- 2002: Graduated Fool

### Mit Sjako!
- 2008: Lucky Spots
- 2015:The 10th

### Mit Ilse de Lange
- 2009:Live in Ahoy